# Josu Rekalde Izagirre
Josu Rekalde Izagirre (Amorebieta, 1959) es un artista español que realiza creaciones artísticas multidisciplinares en los que combina el vídeo experimental y la instalación escultórica con las nuevas tecnologías. Los temas que trata se relacionan con la persona y la conciencia colectiva. Su obra se inició en la década de 1980 y ha alcanzado una dimensión internacional con exposiciones dentro y fuera de España. Hasta 2020 compaginó la creación artística con su labor docente como catedrático en la facultad de Bellas Artes de la Universidad del País Vasco/Euskal Herriko Unibertsitatea (UPV/EHU).

## Biografía
Josu Rekalde Izagirre nació en Amorebieta (Vizcaya) en 1959. Se formó en Bellas Artes en la Universidad del País Vasco (UPV/EHU) donde más tarde trabajaría como catedrático en la Facultad de Bellas Artes, como docente en la especialidad de arte y nuevas tecnologías.
Sus inicios en el arte y el vídeo se remontan a la década de 1980 cuando comenzó a interesarse, entre otros; por la obra de los videoartistas Nam June Paik y Bill Viola y por la obra de performers como Esther Ferrer, su aportación artística al ámbito del vídeo experimental (performance y videoperformance), especialmente en relación con la identidad personal y conciencia colectiva. En este contexto inicial tuvo relevancia el festival de video de San Sebastián (1980-83) donde participaron Antoni Muntadas, Eugeni Bonet, N.J. Paick, B. Viola Robert Wilson y donde Steina y Woody Vasulka (fundadores de The Kitchen en 1971) impartieron un taller de creación con la imagen electrónica.
Más tarde participará en el Bideoaldia de Tolosa y contactará con artistas de su generación dando comienzo a una actividad asociativa que le llevará a ser uno de los fundadores de MEDIAZ (Asociación de Artistas visuales de Euskal Herria).
Durante estos años sus creaciones artísticas se exponen en todo el Estado español y en el ámbito internacional (Francia, Italia, Perú, EE. UU.) combinando esta actividad con la participación en congresos y festivales como videoartista con actividades electroacústicas y conferenciante especialista de la combinación del arte y las nuevas tecnologías.

## Trayectoria
Las videocreaciones de Rekalde son un espacio donde experimentar y establecer relaciones con el arte, la ciencia y la tecnología. Huye de la imitación que reproduce un modelo en cánones clásicos de belleza y proporción y crea nuevas experiencias donde la percepción de los sentidos genera nuevos significados en el individuo (físicas y psicoemocionales). Rekalde hace uso de las tecnologías para crear nuevos modelos de comprensión del mundo, donde a veces cuestiona la visión como el principal canal con que nos llega estas representaciones.
Su campo de trabajo es multidisciplinar, aunque su faceta más conocida es la relacionada con el vídeo y las nuevas tecnologías. Los temas que trabaja se desplazan desde el intimismo a la relación social, desde el yo al otro, desde lo metalingüístico a lo narrativo. Ha expuesto y difundido su obra en numerosos lugares, entre ellos, museo de Bellas Artes de Bilbao (1995) y de Girona (1997), Espace des Arts de Toulouse (1998), Mappin Gallery (Sheffield, Reino Unido, 1998), Espace d'Art Contemporani de Castelló (2000), centro La Panera (Lleida, 2004), Goethe Institut (Roma, 2004) o Espacio Menos Uno (Madrid, 2006), la Galería Na Solyanke de Moscú en el marco de la exposición: Jokes and Nightmares, Spanish video art from Dalí to the present day (2011), en el Centro Puertas de Castilla “Miradas al Videoarte” (2012, “ARTISTS AS CATALYSTS” de Ars Electronica en el centro La Alohondiga de Bilbao (2013), Festival Proyector, Madrid (2016), Museo de Arte e historia de Durango (2018), MediaLab Madrid (2018), La Ciudadela de Iruña-Pamplona (2019), ARTEKOM, Arte-Ekologia en Balmaseda, Bilbao y Donostia (2021).

## Influencias
Siguiendo a los precursores del videoarte, su obra se presenta en diferentes formatos, que van desde las proyecciones a las instalaciones artísticas multimedia, introduciendo elementos cotidianos de la realidad y sonidos con los que interactúa el espectador que deja de ser mero observador a ser participante activo en la obra. En sintonía con sus predecesores, las video-instalaciones de Rekalde también contienen elementos con los que construye nuevos significados, creando espacios creativos de experiencias. El autor utiliza en sus obras elementos visuales, sensitivos, auditivos, lumínicos, texturas, realidad virtual, símbolos y metáforas para provocar en el espectador y/o participante reacciones psicoemocionales.

## Visión creativa
Rekalde desarrolló una visión holística entre las ciencias técnicas y las humanas, evitando la dicotomía, integrando las antiguas y nuevas formas de expresión. El autor reflexionó sobre este planteamiento argumentado lo siguiente:
"La creación en vídeo ya no es un arte ligado a las nuevas tecnologías, en tanto que éstas son una realidad cotidiana. Es una actitud artística, que refleja en este híbrido mediático que es el vídeo, la capacidad de plasmar reflexiones, interrogantes y contradicciones a nuestra propia cultura. Cabalgando entre la imagen y lo sonoro, entre la música y el ritmo visual, la creación videográfica es como un espejo social, hace que la televisión y la cultura que lo sustenta se reconozcan como el monstruo publicitario que son (...) ... los artistas necesitamos tocar los objetos reales, relacionarlos con nuestros propios cuerpos y proponer una representación, no como sustituto de una realidad, sino como materia orgánica transformada por el proceso de reflexión-creación."
La evolución de la obra de Rekalde pasó de sus primeros trabajos de construcciones simbólicas con imágenes de objetos o partes del cuerpo que sugerían nuevos significados de pensamiento y reflexión en el espectador, los últimos trabajos que están más centrados en cuestiones sociales. Invita al espectador a introducirse en esta conciencia colectiva con una propuesta multidisciplinaria de videoarte comprometido con que despierta la conciencia social del espectador, en línea con los planteamientos y obras de los videoartistas Antoni Muntadas y Francesc Torres. En relación con esta evolución, el autor ha propuesto una revisión de postulados creados por videoartistas y deshacerse de ellos para volver a generar un nuevo espacio artístico que posibilite nuevas tendencias y creaciones.